# Le Château de Lord Valentin
Le Château de Lord Valentin (titre original : Lord Valentine's Castle) est un roman de Robert Silverberg publié en 1980.

Il appartient au cycle de Majipoor, une série mêlant fantasy et science-fiction (science fantasy). Au sein de ce cycle, dont il est le premier volume publié, il ouvre une trilogie poursuivie avec Chroniques de Majipoor (1982) et conclue par Valentin de Majipoor (1983).

## Résumé
Valentin erre, amnésique, aux abords de Pidruid, gigantesque cité située à l'ouest du luxuriant continent de Zimroel, sur la planète Majipoor. Après avoir rejoint une troupe de jongleurs, il se produit avec eux lors des réjouissances organisées à l'occasion de la visite de Lord Valentin, Coronal (vice-roi) de Majipoor.

Tourmenté par des songes dont le sens lui échappe, il finit par consulter une interprète des rêves qui lui révèle qu'il n'est autre que le véritable Lord Valentin. Le Coronal a en effet été secrètement dépossédé de son corps et de son pouvoir au profit d'un usurpateur. Il revient donc à l'authentique Lord Valentin de déjouer le complot.

Accompagné de ses amis saltimbanques, Valentin se lance alors dans une dangereux périple vers le Mont du Château, résidence du Coronal située au cœur du lointain continent d'Alhanroel.

## Prix littéraires
- Prix Locus du meilleur roman de fantasy 1981.
- Nomination au prix Hugo du meilleur roman de la même année.

## Adaptation en bande-dessinée
En avril 2009, les éditions Soleil Productions ont publié une adaptation en bande-dessinée, écrite par Olivier Jouvray (Lincoln) et dessinée par David Ratte (Toxic Planet, Le Voyage des Pères).